# Desafío Español
Desafío Español ist ein spanisches America’s-Cup-Syndikat. 
Mit einem Budget von 60 Millionen Euro befand sich das Team beim 32. America’s Cup im oberen Mittelfeld. Es galt als das einzige Team, das eine Chance gegen die vier großen Teams (Team New Zealand, Alinghi, Luna Rossa, BMW Oracle Racing) haben würde. Tatsächlich genügte das Team mit einem guten Louis Vuitton Cup (unter anderem ein Sieg gegen BMW Oracle) voll den Ansprüchen und scheiterte erst im Halbfinale des Louis Vuitton Cup mit 5:2 gegen Team New Zealand.